# Mederne
Mederne var et iransk oldtidsfolk, som boede i Aryan, nord for Persien i den vestlige og nordvestlige del af nutidens Iran. Deres sprog menes at være tæt beslægtet med den kurdiske dialekt hawrami, som tales i det centrale Kurdistan-område. 
Mederne omtales i assyriske indskrifter allerede omkring 800 f.Kr. Under Kyaxares erobrede de Assyrien sammen med Nabopolassar. I det 6. århundrede f.Kr. (før den persiske invasion) lykkedes det mederne at etablere et imperium, som strakte sig fra Aran (dagens Aserbajdsjan) til Centralasien og Afghanistan. Datteren af Mederrigets konge blev gift med den persiske konge, og de fik barnet Kyros den store. Da han blev ældre, bekrigede han sin bedstefar, vandt kampen og satte ham i fængsel. Senere erobrede han Babylonien, og i stedet for Mederriget blev det kaldt for Perserriget. Riget holdt sig igennem ca. 200 år, indtil det faldt i hænderne på Kyros den Store. 
Der er blevet fremsat teorier om, at nutidens kurdere nedstammer fra mederne, men spørgsmålet er omdiskuteret.